# Phyllalia thunbergii
Phyllalia thunbergii is een vlinder uit de familie Eupterotidae. De wetenschappelijke naam van deze soort werd in 1847 als Bombyx thunbergii gepubliceerd door Jean Baptiste Boisduval.
De soort komt voor in Zuid-Afrika.